# Bříství (Křečhoř)
Bříství (též zvaná Břístev) je osada v okrese Kolín, je součástí katastrálního území obce Křečhoř. Nachází se asi 900 m na západ od Křečhoře. Název pochází od stromu břestu.

## Historie
Pravěké osídlení je doloženo nálezy z období pozdní doby kamenné, mladé doby bronzové, starší a mladší doby železné a z období hradištního (raný středověk). Východně 450 m nad Bříství se nachází areál křečhořského slovanského hradiště. První zmínka je z roku 1340, kdy tu byli tři vladycké statky. Michal, syn Oldřicha z Břístve, uváděného roku 1364, držel roku 1388 statek Kly (nyní Vítězov) a zapsal roku 1404 tvrz, dvůr a ves Břístev matce Perchtě a svým příbuzným.
V 15. století se připomíná rodina Břístských z Břístve, kteří drželi jeden statek, a druhý měl roku 1464 Zikmund z Hoštic. Rozeznával se tehdy dvůr veliký a malý; je možné, že při každém byla tvrz. Na větším dvoře jmenuje se později Aleš z Bříství, jehož dcera a dědička Machna roku 1500 zadala statek Alši Visutkovi ze Studeňan. Roku 1505 náležel ten statek rytíři Mikuláši Trčkovi z Lípy, zápisnému držiteli Kolínského panství. Protože od statku a od tvrze rozprodával lidem křečhořským pozemky, přibylo tu malých statků, ale dvůr úplně spustl. Jeden ze statků, řečený Jilem, zůstal v držení Břístských. Před rokem 1540 koupila obec kolínská dvůr osazený člověkem a dvořiště od Mikuláše Štítného a jiné dvořiště roku 1543 od Mikuláše Dohalského. Dvory držela do roku 1547, kdy král Ferdinand město Kolín potrestal za to, že se dalo na stranu zemských stavů, ztrátou všech statků, a tak připojeny jsou grunty dvoru Břístevského k panství Kolínskému. Správa zámecká však dávala ty pozemky sousedním vesničanům pod úrok v užívání.
Za třicetileté války z oněch nájmů sešlo, Břístev byla vypálena a rozbořena, po válce pustla. Po třicetileté válce vznikly na Bříství dva statky. Jeden koupil v roce 1662 Jan Vaněček a to nynější čp. 18, druhý statek na Bříství koupil asi ve stejném období Pavel Plaňanský, tento statek dostal později čp. 19.
Dne 12. srpna 1671 získal grunt za sumu 1222 kop grošů Jan Žert, a od tohoto data je rod Žertů trvale usazen na Bříství. V roce 1949 byl Žertův statek znárodněn. V dobách socialistického hospodaření byl využíván JZD Křečhoř jako mechanizační středisko (dílny).

## Současnost
Po Sametové revoluci byl majetek navrácen zpátky rodu Žertů (r. 1992). Ten tak pokračuje v dlouholeté tradici prvovýroby běžných plodin, tak zakládá také ovocné sady na kterých pěstují jmenovitě: jablka, hrušky, švestky a jahody. V roce 2000 zde byla otevřena Galerie Žertův Špejchar, který se následně vyvinul ve výstavní butikový obchod s historickým nábytkem. Na Bříství proběhla velká rekonstrukce původních budov a otevřela své brány veřejnosti která může prostory nejen k nákupu kvalitního ovoce ale i k obdivu místních artefaktů jako třeba originální bronzové desky z památníku bitvy u Křečhoře ve svých zahradách. V prostorách žertovic statku působí i nezisková organizace Spolek Bříství která se zasazuje o sociální pomoc v regionu a obnovu zeleně spolu s retencí vody v krajině.

## Galerie

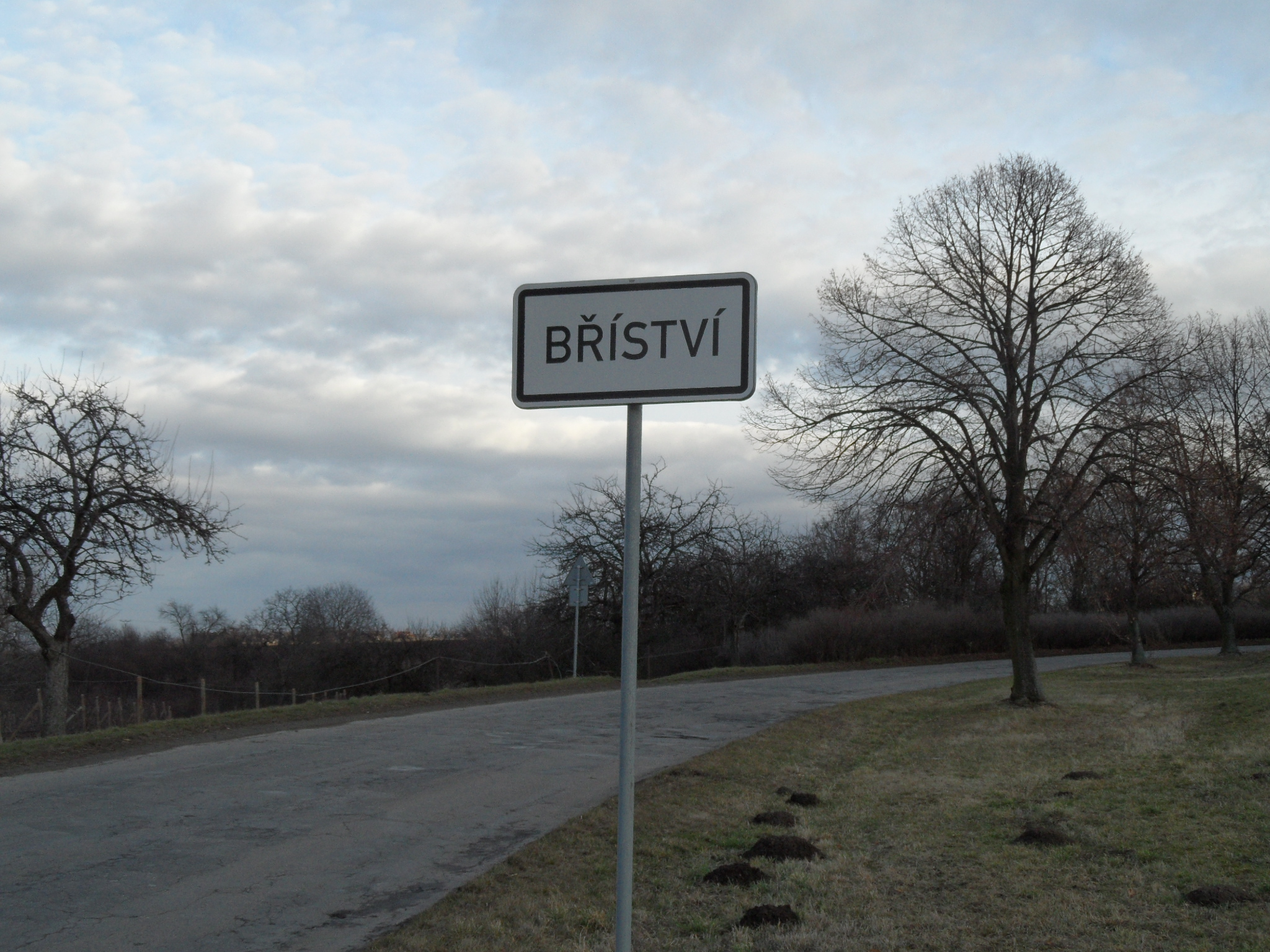
Vjezd do obce od Chocenice
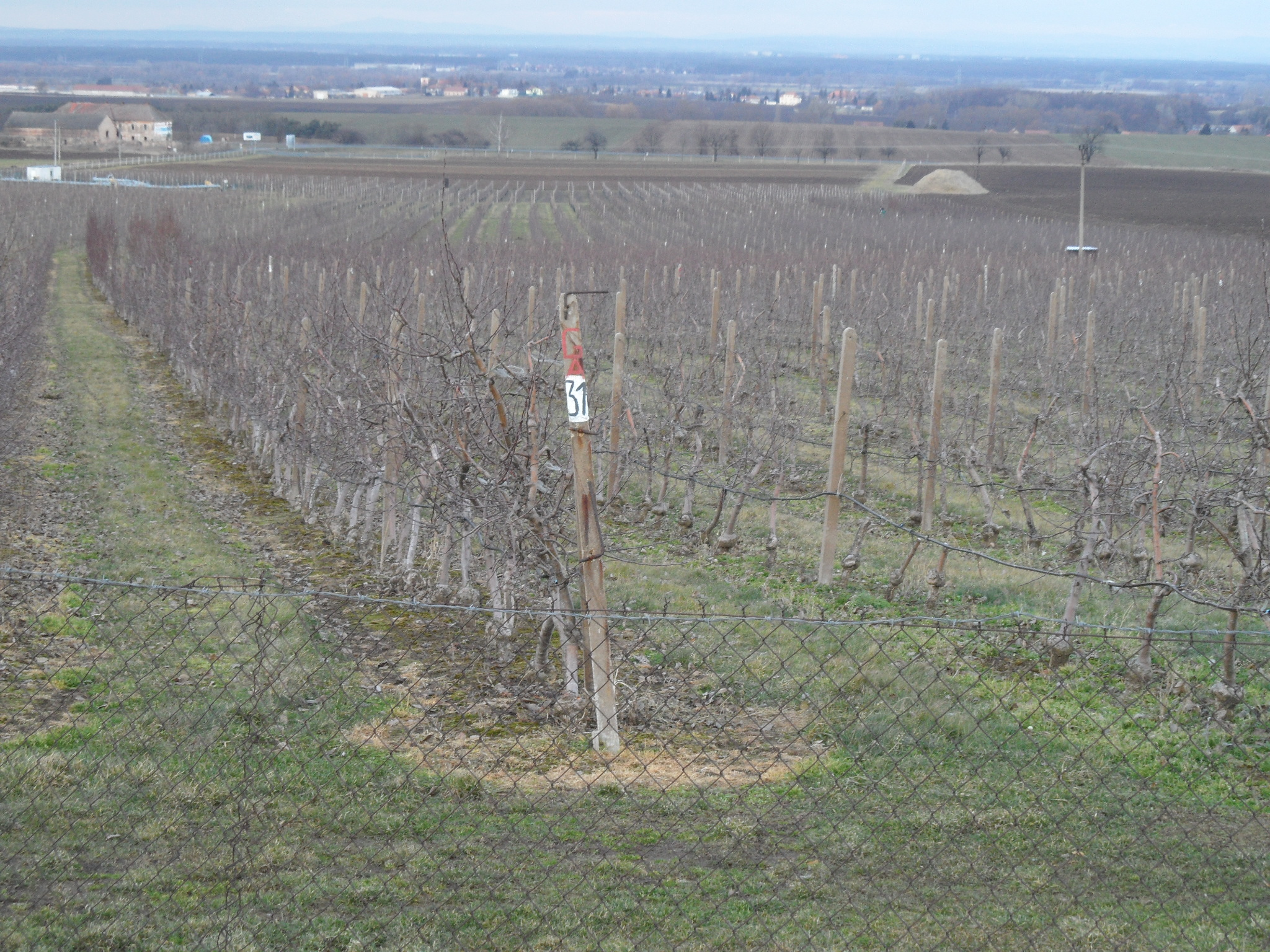
Vinice na svahu pod silnicí
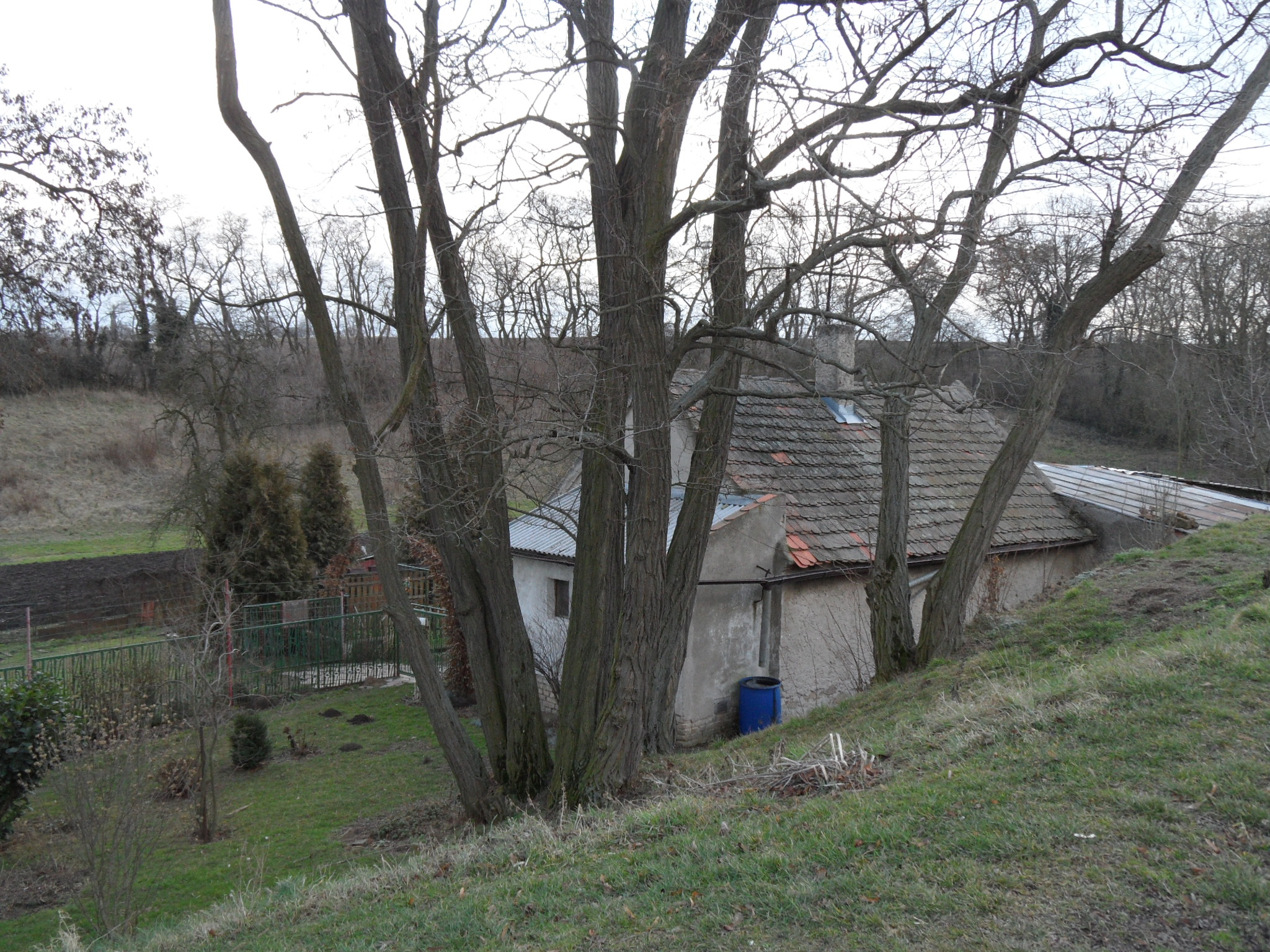
Dům a krajina pod silnicí